# Hawker Harrier
Ne doit pas être confondu avec Hawker Siddeley Harrier.
Le Hawker Harrier est un avion militaire britannique conçu et réalisé dans les années 1920.

## Historique

### Développement
En 1925 le ministère britannique de l'Air émit un cahier des charges afin de trouver un successeur à son bombardier léger Hawker Horsley. Deux avionneurs y répondirent : Gloster et Hawker. Chacun  proposait un avion très similaire, un prototype de chaque fut commandé.
Connu sous le nom de Harrier son développement fut confié à une équipe placé sous l'autorité de l'ingénieur aéronautique Sydney Camm.
Le Hawker Harrier se présentait sous la forme d'un biplan monomoteur construit en bois et métal. Son armement se composait de deux mitrailleuses Vickers de calibre 7,7 mm, montée l'une en position de chasse (c'est-à-dire tirant vers l'avant) et l'autre sur un affût circulaire mobile. Sa charge offensive se composait de 454 kg de bombes.
Son premier vol intervint le 12 février 1927.

### Carrière opérationnelle
Son évaluation fut confié aux équipes du Royal Aircraft Establishment. Cependant, à l'instar de son concurrent le Gloster Goring (en), le Hawker Harrier se montra incapable de remplir les missions pour lesquelles il avait été conçu. Il ne réussit jamais à prendre les airs avec une charge de combat de 454 kg. À l'été 1927 il fut rendu à Hawker.
Il vola encore jusqu'en 1933 comme plastron de servitude pour des essais de motorisation notamment pour le développement du Hawker Hart. Par la suite il fut démoli.

## Sources & Références

### Sources bibliographiques
- Michel Marmin, Encyclopédie "Toute l'aviation", Editions Atlas, 1993.
- Jacques Legrand, Chronique de l'aviation, Paris, Éditions Chronique, 1991 (ISBN 2-905969-51-2).
- Alain Pelletier, Les bombardiers britanniques, 1re partie, 1919-1932, Clichy (92), Éditions Larivière, 1999 (ISBN 2-907051-23-7).
- Bill Gunston et Claude Dovaz (adapt. française), L'Aviation de combat, Paris, Gründ, 1985, 79 p. (ISBN 978-2-7000-6409-4, OCLC 461977010).

### Sources web
- Le Hawker Harrier sur le site anglophone Aviastar.